# 魔球
魔球（まきゅう）は、主に日本において野球などの球技における変化球を表現する言葉である。また、比喩として掴みどころのないことや、必殺の武器のことを指すこともある。

## 概要
「魔球」という言葉は時代によって、言葉の含む意味に違いがある。「変化球」という言葉が無かった時代には単に変化球を表す日本語として使われていたが、20世紀中頃に「変化球」という言葉が定着すると、特に優れた変化球などを指す表現として使われるようになった。同じ頃から野球漫画においても「魔球」という表現が使われ始める。漫画などの創作においては作品によって異なるが、フィクション性の強い作品では現実離れした荒唐無稽な変化球が描かれることも多く、それらを「魔球」と呼び、必殺技のような意味合いで使われたりもする。

## 現実の野球での「魔球」

### 魔球の語源
カーブを始めとする変化球を指す単語として「魔球」という言葉が最初に使われ始めたのは明治時代であるが、以下最初に使われた場面として2例を挙げる（当該語彙を太線で示す）。

#### オリンピア号のアーネスト・チャーチの投球（1896年）
第一高等学校（一高）の教諭であった物理学者の山口鋭之助は以下の手記を残している（以下、旧字体・仮名遣い・句読点等は修正）。
明治二十七八年頃と記憶するが、当時わが球界にナンバー・ワンを誇っていた一高チームが、横浜の外人チームに試合を申込んだ。そして私も誘われるままに横浜までそれを見に行った。何にしろ野球の揺籃期であったから、この遠征は全く画期的のもので、試合は素晴らしい応援裡に開始された。所がわが一高軍はどうしたことか、守備には大した失策もでなかったが、打撃は全く振わず、出る打者も出る打者もバッタバッタと打ちとられて三振に継ぐ三振といった醜態を演じてしまった。選手はもちろん応援の人達もこれには全く言葉なく、唖然として一外人投手の妙技を見守るばかりであったが、この時意気消沈して帰る一団の中から、期せずして「神技だ、魔球だ」という言葉が出た。「魔球」という言葉はこの時初めて生れたのであるが、要するにそれは今日の曲球を指して言ったものである。
実際に一高チームが初めて横浜の在留外国人のスポーツ同好会であるYC&ACこと横浜クリケット・アンド・アスレティック・クラブ（Yokohama Cricket and Athletic Club）と対戦したのは1896年（明治29年）5月23日のことであり、「明治二十七八年頃」（1894 - 1895年頃）というのは山口鋭之助の記憶違いと思われる。一高チームはドロップを習得した青井鉞男を投手に据え、在留アメリカ人のチームを相手に5月23日、6月5日、6月27日の3回の試合に連勝し、治外法権撤廃の機運の高まる中で「日本人のチームが初めて米人のチームを破った」というニュースと共に全国での野球熱が高まった。
アメリカ独立記念日の7月4日に一高チームは横浜で4度目の対戦をするが、YC&AC側は入港中のオリンピア号内の野球チームであるダイアモンド・ディガーズ（Diamond Diggers）から5人の海兵の助っ人を頼んだ。この時補強されたアーネスト・チャーチ （Ernest Church）という投手の投球術に翻弄され、一高チームは敗れてしまったという。この時の試合は当時世間に広く知られ、例えば押川春浪の『海底軍艦』（1900年）でも
米国軍艦「オリンピヤ」号が横浜へやって来て、音に名高き、チヤーチの熱球、魔球が我国野球界の覇王ともいう可き第一高等学校の選手を打破った
と描写している。これらの4試合で一高チームの監督を務めていたのは、1894年（明治27年）に「野球」という日本語訳を考案した中馬庚で、1897年（明治30年）出版の『野球』の中で「魔球」という言葉を使っており、「魔球」という言葉の考案者は中馬庚本人かその周辺の人物ということになる。

#### 新橋アスレチックス倶楽部の平岡凞の投球 （1870 - 1880年代）
日本人として初めて本格的カーブを投げたと人物として、1878年（明治11年）から1888年（明治21年）まで新橋アスレチックス倶楽部の監督兼投手であった平岡凞が知られているが、昭和初期に國民新聞に連載され、1929年（昭和4年）に出版された『日本野球史』によると、しばしば学生を交えて試合をした際に、平岡凞はカーヴを披露した。
新橋倶楽部は平岡氏の独裁で主将たり監督たりコーチャーであった。彼は試合の折主として投手の重任を引受ていたが、時とするとカーヴを投げて打者の目を幻惑せしめた。いや打者よりも捕手が面喰った。前述したようにその頃の野球は現在の如何にかして打たすまいと云うのと違って打者の註文する処へ、即ち打者の最も好きな処へ投げるのだから何とかして打たせようと云うのであった。すると平岡氏の投球は打者の註文の如く胸を通さるゝのであるが、球が急回転して来るので打てない。そこで打者から先ず抗議が出た。『あれは違法だ』『どうして』『球は常に一定の速力で投げるべきに、かくも不思議な投げ方はない』『あれはアメリカで行われているカーヴと云う投球法さ』『いや、切支丹バテレン式の魔法だろう。小手先でなんとか誤魔化して』『野球の深奥を極めた時始めて悟道徹底してその多変万化の不可思議を会得する事が出来るのです。剣術の奥義を極めて天狗飛切の術を編出したようなものですね』『でも此魔球を投げると打てない』『その代り此の一球が外れるとどんな破綻を生ずるか知れない。即ち捨身の一球ですな。宮本武蔵が斬り結ぶ剣の下ぞ地獄なる身を捨てゝこそ、浮ぶ瀬もあれと云った風のものですよ』と云ったが、若い選手、各校から参加して来ている人々は感心するものもあったが憤慨する者もあった。
この時のカーブに感銘を受けた学生として、神田共立学校の樺山愛輔、市川延次郎、東京大学予備門/第一高等中学校（後の一高）の岩岡保作などの名前が挙げられている。文章中に「魔球」という単語があり、これが実際に当時使われていた言葉であれば、1896年の横浜での試合で一高の学生達が「魔球」という言葉を使ったルーツが平岡凞のカーブを表現した言葉にある可能性が高いことになる。
ただし本記事の執筆者や記事を書いた際の取材元（市川延次郎・岩岡保作のいずれかか）が特定できず、当時の記憶のまま記述しているのか、後世の言葉を使って記述しているのか、またそのまま魔球という言葉が一高などの学生の間で共有され続けたのかがはっきりしない。なお上述の中馬庚が初めて「野球」という翻訳語を公表した1895年（明治28年）出版の『第一高等学校 野球部史』には「魔球」という言葉は登場しない。また東京大学予備門/第一高等中学校で岩岡保作とバッテリーを組んだ正岡子規は、1896年（明治29年）7月19日から7月27日にかけて新聞『日本』に野球に関する解説記事を執筆しており、掲載された記事の中で変化球に言及し、正投（ピッチ）、外曲（アウトカーブ）、内曲（インカーブ）、墜落（ドロップ）などの訳語を提示しているものの、こちらでも「魔球」という言葉は使っていない。

### カーブに対する呼称としての魔球
1897年（明治30年）に中馬庚は一般向けの野球専門書として『野球』を出版するが、その中でカーブを「魔球」と称し、青井鉞男のコメントとともにカーブやドロップの投げ方を解説している。同時期に高橋雄次郎も「魔球」という言葉を導入し、「チャーミング・ボール Charming Ball」あるいは「カーブ Curve」と呼ばれると説明している。また長塚順次郎は、1888年にアメリカで発売されたエドワード・プリンドル(Edward J. Prindle)の"The Art of Curve Pitching"（カーブを投げるこつ）の抄訳を、『魔球術』という題名で1904年に出版している。このように明治時代後半には「魔球」とは「カーブ」の翻訳として認識されていた。

### 変化球全般に対する総称としての魔球
大正時代から昭和初期には直球やカーブ、ドロップ以外にもナックルボールを始めとする他の球種が知られるようになったが、それらの直球を除く球種を総称する言葉はまだなく、「魔球」という言葉がその総称として使われるようになる。また、英語では直球を除く球種を総称する単語がなく、"breaking ball", "changeup"などと個々の球種を指すか、"a ball with a change of speed"などと漠然と表現される。
しかし投球方法を解説する本では、大正時代より球種をそのまま片仮名表記する手法が主流となり、徐々に「魔球」という言葉は使われなくなる。さらに1930年代中頃には「変化する球」という表現が使われ出し、やがて1950年代中頃には「変化球」という言葉が定着し、「魔球」という言葉は比喩表現でしか使われなくなった。

### 比喩表現としての魔球
20世紀後半からは特別に優れた球種や新種の変化球、特定の選手の特に優れた決め球を魔球と呼ぶ場合が多い。
球種に対して魔球と呼ぶものには、以下の例がある。
- 1980年代にはスプリットフィンガードファストボール（SFF）が「現代の魔球」としてメジャーリーグより持ち込まれ、一世を風靡したが、メジャーリーグでは故障を抱えることが多い「デス・ピッチ」とされて廃れ、日本では似た球種であるフォークと混同され、その名前が使われることは少なくなった。
- 2006年末に松坂大輔のボストン・レッドソックス移籍が正式に決定した頃から、ジャイロボールが新たな魔球としてアメリカ合衆国のメディアを中心に各方面で注目されるようになった。
- フィル・ニークロなどが得意とした「ナックルボール」は現代の魔球と呼ばれることが多い。このボールは不規則な変化を起こすため、打者のジャストミートはおろか、捕手でさえ捕球が困難とされる[10]。

特定の選手の決め球を魔球と呼ぶものには、以下の例がある。
- 戦前に活躍したプロ野球選手では、若林忠志の「七色の魔球」や沢村栄治の「三段ドロップ」がそれに該当する。
- 1951年には杉下茂が藤村富美男、川上哲治、小鶴誠とAAA級パシフィックコーストリーグに所属するサンフランシスコ・シールズの春季キャンプに参加した時、杉下がフォークボールを投げることが川上らの知るところとなり、「杉下は『フォークボール』という魔球を投げる」と評判になった。
- 1990年代から2000年代では伊藤智仁のスライダーや佐々木主浩のフォークボール、工藤公康や今中慎二のカーブ、潮崎哲也のシンカーなどが、分かっていても打てない魔球として評されていた。
- 2010年現在に現役の選手では渡辺俊介投手のシンカーを橋本将捕手が魔球と評したほか、変化球ではないが藤川球児の落差の少ない（浮き上がるように見える）ストレートを矢野燿大捕手は「魔球に近い」と証言している。

奇抜な投法としては、小川健太郎が王貞治に対して使った「背面投げ」が有名である。
打者への投球ではないが板東英二が「どうにかして走者を刺せないものか」と苦心した結果、プレートを外した瞬間に横回転しつつジャンプして牽制球を投げる技を考案、結局実戦では使わずじまいだったというが、これに近いトリック牽制球は実在する。例えば右投手が3塁牽制と見せかけ、3塁走者を帰塁させておいて、すかさず半回転して1塁へ牽制するもの。漫画『ドカベン』では殿馬が登板した時、「秘投・魔弾の射手」としてこれを披露している。

## フィクションの世界での「魔球」
漫画などの創作では作品によって魔球の扱いが異なる。超人的な選手が登場するようなフィクション性の強い作品では、現実離れした荒唐無稽な変化球が描かれて魔球と呼ばれる。投球術や駆け引きが無視されるほどの絶対的な武器であることも多い。それらは現実には有り得ない凄まじい変化をしたりするが、その多くは物理的に不可能であり、中にはルール上反則と思われるものも存在する。一方、現実的な設定に基づく野球漫画では荒唐無稽な変化球は登場せず、少し特殊な変化球や優れた変化球が描かれて魔球と呼ばれる。また、魔球が全く登場しない作品も少なくない。

### 野球漫画以前
1949年のアメリカ映画『春の珍事』には、後の野球漫画の「バットをよけて通る魔球」の原型ともいえるものが登場する。ただしこれは投手自身の能力や訓練によって編み出される、本来の意味での「魔球」と異なり、架空の特殊な薬品の塗布による効果という設定であった（無論現実にはあり得ない。これは公認野球規則の「不正投球」になる）。

### 漫画における魔球の登場 - 全盛期
1958年（昭和33年）に『おもしろブック』（集英社）にて連載が始まった『くりくり投手』（貝塚ひろし）が魔球を初めて出したとされている。『くりくり投手』以前にも『バット君』（井上一雄）などの「日常」を織り交ぜた草野球をテーマにした野球漫画は存在したが、『くりくり投手』は投手対打者の対決に収束させることで、後の野球漫画にも継がれる対決構図を生み出している。
魔球という言葉が具体的に登場した作品は、1961年（昭和36年）開始の『ちかいの魔球』（原作：福本和也・作画：ちばてつや）とされる。その後を受けたのが、1963年（昭和38年）開始の『黒い秘密兵器』（原作：福本和也・作画：一峰大二）である。本作の主人公は伊賀忍者の子孫という設定で、魔球や独特の打法は白土三平らの忍者漫画における忍法（リアルな作風）と類似した関係にあった。
名前も「魔球」のほか、「秘球」「快球」「超球」などバラエティに富んでいた。
そしてさらにその後発である『巨人の星』の大ヒットと共に、魔球の存在は野球漫画において定着し、不可欠とされるようになった。『巨人の星』で星飛雄馬が高校野球の速球投手だった時代、対戦相手の投手がドロップを駆使し、これが「魔球」と称された。格闘技漫画の原作を多く手がける梶原一騎の原作作品ということもあり、魔球は柔道やプロレスにおける「必殺技」の代わりであった。3号まで開発された大リーグボールとその攻略の駆け引きは作品を緊迫したものとし、「消える魔球」は正体がしばらく伏せられていた間、各界の著名人の間で種明かしの予想がなされた。
『巨人の星』の時点ですでに、これらの魔球は非常に荒唐無稽な代物であり、物理的に不可能と思われたが、『巨人の星』の後はさらにエスカレートし、『アストロ球団』、『侍ジャイアンツ』などの作品で頂点を迎え、『アストロ球団』に至っては後年のファンに「殺人魔球」とさえ称された。
その影響で、当時小学館の『コロコロコミック』や学習雑誌でも『リトル巨人くん』を初めとする、長嶋ジャイアンツに小学生が入団して魔球で活躍する漫画がいくつか登場した。『あばれジャイアンツ』では主人公が「左右にZ字型に曲がる魔球」と、「打っても外野フライになる魔球」で活躍するが、プロの打者たちやライバルに打たれ、結局は基本である速球を鍛えることになる、
『新・巨人の星』では星飛雄馬の分身魔球として「蜃気楼の魔球」が登場するが、ライバルの花形満と左門豊作は謎解きよりもボールの影を見て本物を打つことを優先し、ロメオ・南条は「こんな手品の相手にはならん」と言って魔球打倒を最初から放棄し、星の別の球種を打つことを重視した。このため、「種明かし」は封印されて終わった。ここで、魔球の位置づけが徐々に変わっていた。たとえば『侍ジャイアンツ』では、数々の奇抜な投法の方が魔球そのものよりも印象的に描かれている。また『男どアホウ甲子園』でも剛球仮面による「大回転投法」が登場したが、これはいわゆる魔球ではなく剛速球を投げるための特殊な投法であった。

### 変化球としての魔球
水島新司の『ドカベン』など、それなりに現実に即した野球漫画が主流になると、魔球もあくまで変化球の一種として描かれるようになる。たとえば水島作品にも「ドリームボール」や「さとるボール」「超遅球」といった魔球が登場するが、それぞれボールが揺れるフォークボールやシンカー、絶妙のチェンジアップというだけである。水島は奇抜な変化で打者を打ち取るより、「決め球に使ってくると思っている魔球をあえて初球の見せ球にする」「投げる、投げると思わせておいて別の球で打たせて取る」「そんな魔球が本当にあるのかどうか打者を疑心暗鬼にさせる」など、魔球の描写に配球の駆け引きや心理戦を持ち込み、魔球の描写に新境地を与えた。

### 野球漫画の「魔球離れ」
さらに進んで、1980年代にはあだち充の『タッチ』に代表されるような、勝負の行方やプレイそのものより野球を通じた人間関係を重視した野球漫画が主流になり、魔球は野球漫画における地位を下げてゆく。まれに登場はするものも、現実に新しく開発された新変化球に作中で別の名前をつけて魔球として扱っているだけであったり、一種のパロディやオマージュとしてであることが多く、漫画の主題にはなりえなくなった。東野圭吾のミステリー小説『魔球』のように魔球自体を題材にした作品も登場したが、作中で主人公・須田武志が投げる揺れる魔球アシ・ボールも決して現実離れしたものではなく、魔球誕生のエピソードはアトランタ・ブレーブスのボブ・ウィックマンと共通のものである。

### 魔球の復活
1990年代後半に入ると再び、現実離れした魔球が登場する。現実において変化球の科学的な分析が進んでいることを受けて、『Dreams』では魔球に流体力学などの科学的な説明を加えており、真実味を持たせようとしている。『Dreams』における魔球の位置づけとしては『ドカベン』以前にあったような、魔球の攻略が勝敗に大きく関わるというもので、攻略されるまでは絶対的な武器として多投している。

### パロディとしての「魔球」
一方、1970年代半ば以降、「スポーツを題材としたギャグ漫画」が登場すると、それまで隆盛を誇ったスポ根漫画のパロディとして、魔球もまたパロディの題材とされるようになる。江口寿史の『すすめ!パイレーツ』やいしいひさいちの『がんばれ!!タブチくん!!』といった作品には、パロディの魔球（あるいはその試み）がいくつか登場した。
野球盤では、バット直下のグラウンドに相当する板が投手側プレイヤーの操作で下垂し、ボールがそこに吸い込まれる「消える魔球」が使われている。打者側プレイヤーはこれを使われると、どんなに頑張っても空振りになる（構造上打てない）。